# Brighouse
Brighouse är en stad i distriktet Calderdale, i grevskapet West Yorkshire, i Norra England, strax öster om Halifax. Staden hade 33 160 invånare år 2021.
Staden var tidigare känd för sina yllefabriker och sina järngjuterier.